# 坂田公夫
坂田 公夫（さかた きみお、1947年1月6日 - 2017年7月18日）は、日本の研究者。宇宙航空研究開発機構（JAXA）元理事・総合技術研究本部長。SKYエアロスペース研究所元所長。

## 人物・経歴
1969年上智大学理工学部機械工学科卒業。1972年上智大学大学院理工学研究科修士課程機械工学専攻修了、工学修士。同年4月、科学技術庁（現・文部科学省）航空宇宙技術研究所（NAL）原動機部入所。1980年米国スタンフォード大学研究員。1984年科学技術庁宇宙企画課課長補佐。1997年次世代超音速機プロジェクトセンター長としてSSTプロジェクトを立ち上げ、2005年小型超音速飛行実験に成功。2005年より宇宙航空研究開発機構（JAXA）理事総合技術研究本部長兼航空プログラム統括リーダ。2009年株式会社IHI顧問（航空宇宙事業本部）。2012年SKYエアロスペース研究所所長。2014年株式会社超音速機事業企画代表取締役社長。専門はエンジン内部流体、ジェットエンジンシステム、次世代超音速機のシステム技術。
長年の航空分野の研究功績が認められ、平成29年度春の叙勲で瑞宝小綬章を授与された。ほかに、1982年日本ガスタービン学会論文賞、1992年科学技術庁長官賞、2000年日本可視化情報学会賞、2002年日本ガスタービン学会功労賞などの受賞がある。
2017年7月18日午前2時40分、かねてより病気療養中であったが虎ノ門病院にて逝去。享年70歳。葬儀は、同年7月20日、四谷聖イグナチオ教会マリア聖堂にて執り行われた。